# Hercule Corbineau
Marie Louis Hercule Hubert Corbineau, genannt Hercule Corbineau (* 10. April 1780 in Marchiennes; † 5. April 1823 in Châlons-sur-Marne) war ein französischer Colonel der Kavallerie. 

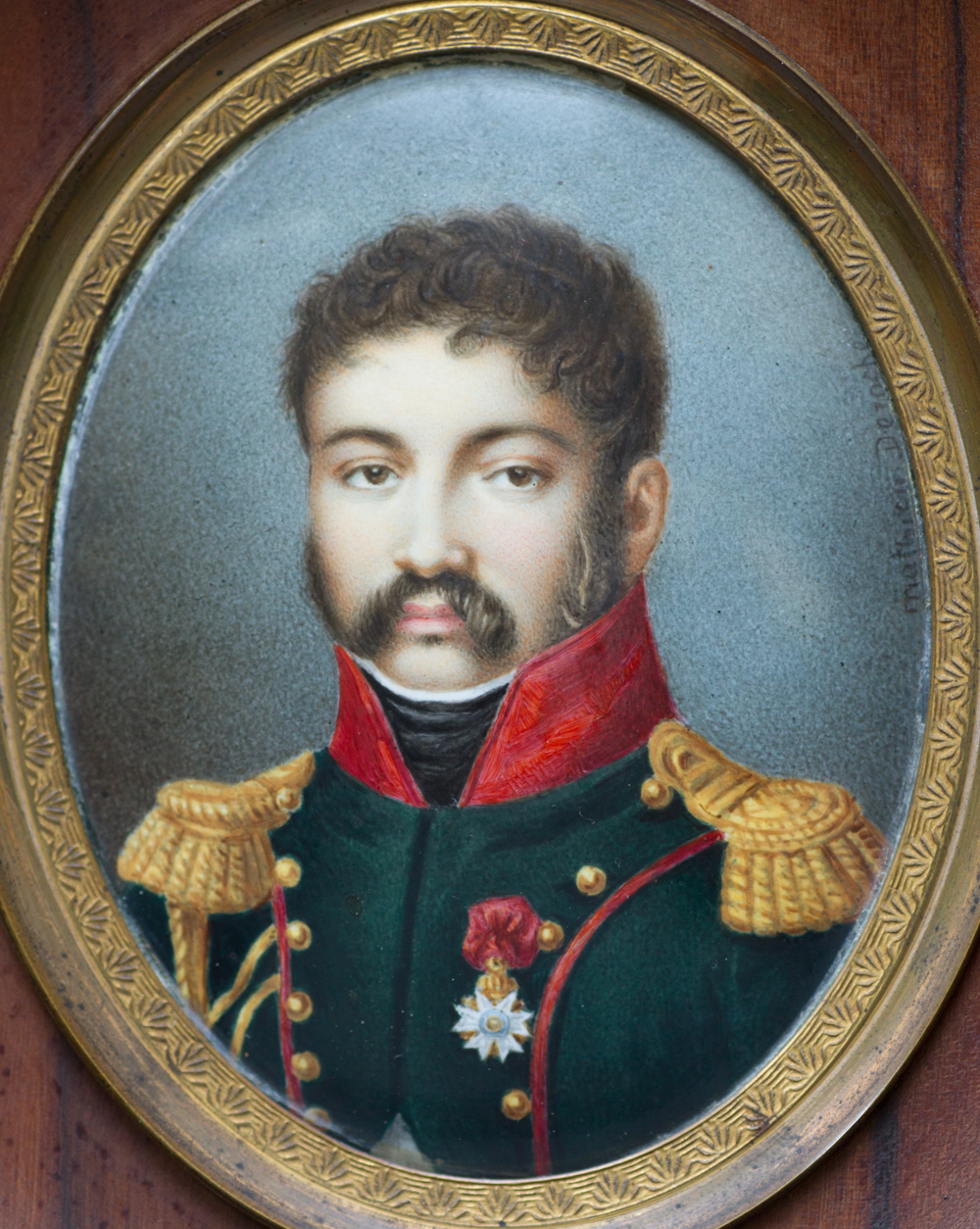
Hercule Corbineau

## Leben
Corbineau war der jüngste Sohn des Offiziers Jean-Charles Corbineau; die Generäle Claude (1772–1807) und Jean-Baptiste Corbineau (1776–1848) waren seine Brüder. Die drei Brüder bekamen zu Beginn ihrer militärischen Karriere den Namen „Les trois Horaces“ – nach den mythischen Drillingen aus dem Geschlecht der Horatier – und diese Bezeichnung blieb ihnen bis heute. 
Am 1. April 1793 trat Corbineau als Seekadett in die Französische Marine ein. Seine erste Ausbildung erfuhr er auf der Requin, später wechselte er auf die Korvette Naïade. Er konnte sich auszeichnen und wurde am 20. September 1796 zum Sous-lieutenant befördert. Als solcher wechselte er zu General Lazare Hoche, der im Dezember 1796 auf Napoleons Befehl einen Feldzug nach Irland startete. Zusammen u. a. mit seinem Bruder Claude, Pierre Joseph Habert und François Watrin sollte ein Expeditionsheer (15.000 Mann) die Society of United Irishmen unter Führung von Theobald Wolfe Tone in deren Unabhängigkeitskampf gegen die Briten unterstützen (→Irische Rebellion von 1798); dieser Feldzug misslang jedoch gänzlich. 
Als Napoleon Ende 1799 die Nordfrankenlegion, unter Führung von General Rudolf Eickemeyer, ins Leben rief, meldete sich Corbineau in der Hoffnung auf eine schnellere Karriere als Freiwilliger. Im Jahre VI wurde er zum Lieutenant der Wache von Général Augereau befördert. Hier machte er alle Feldzüge der französischen Armee mit und konnte sich in der Schlacht bei Hohenlinden als Führer eines Kontingents Husaren auszeichnen. Danach wurde er zum Adjudant-major ernannt und zum Capitaine im 5e régiment de chasseurs à cheval befördert.
Am 12. September 1805 wechselte er zur Garde impériale und kämpfte bei Austerlitz (2. Dezember 1805). Es folgten weitere Beförderungen und er konnte sich bei Jena (14. Oktober 1806) und Preußisch Eylau (7./8. Februar 1807) wiederum durch Tapferkeit auszeichnen. In letzterer kämpfte er in der Nähe seines Bruders als dieser getötet wurde; er selbst wurde in diesem Kampf verwundet. Bereits an der Schlacht bei Friedland (14. Juni 1807) kam er wieder zum Einsatz. 
Im Rang eines Colonel kämpfte er bei Wagram (5./6. Juni 1809) und wurde schwer verwundet. Im Lazarett musste ihm das rechte Bein amputiert werden. In diesem Lazarett traf er auf Pierre Daumesnil, der ähnliches Schicksal hatte. Eines Nachts wäre Corbineau verblutet, wenn Daumesnil ihn nicht gerettet hätte. Napoleon verfügte am nächsten Tag, dass – dieses Freundschaftsdienstes wegen – „die beiden zu Ehren des Regiments auf ewig in deren Stammrollen gelistet werden sollen“. 
Corbineau kehrte nach Frankreich zurück und bekam eine Anstellung als Finanzinspekteurs (Receveur général des finances) für das Département Seine-Inférieure. 1810 heiratete er Reine-Rose Kermarec de Travrou und hatte mit ihr zwei Kinder: einen Sohn, Eugène-Hercule und eine Tochter, Adèle-Marie, die in Paris am 30. Juli 1836 in der Kirche La Madeleine Napoléon-Marie heiratete, einen Sohn des Politikers Jean-Baptiste Nompère de Champagny. 
Hercle Corbineau starb fünf Tage vor seinem 43. Geburtstag am 5. April 1823 in Châlons-sur-Marne und fand dort auf dem Cimetière de l’Ouest seine letzte Ruhestätte.

## Ehrungen
- 5. November 1804 Chevalier der Ehrenlegion
- 17. November 1808 Officier der Ehrenlegion
- 1. Juni 1810 Baron de l’Émpire
- Die Rue Corbineau in Marchiennes wurde nach ihm und seinen beiden Brüdern benannt